# Albert Ayguesparse
Albert Ayguesparse, nom de plume d' Albert Jean Clerck, né le 1er avril 1900 à Saint-Josse-ten-Noode et mort le 28 septembre 1996 est un poète et écrivain belge.

## Biographie
Albert Ayguesparse devient instituteur à Forest en 1919, commune ou il enseignera, à l'école n°3, jusqu'en 1953. Il eut pour élèves : Fernand Verhesen, Alain  Bosquet ou Hubert Nyssen. À partir de 1923, il s’investit dans la littérature.
En 1945, il fonde avec Pierre-Louis de Muyser et Joseph Bracops la revue Marginales, dont il assurera la direction jusqu’en 1990.
Membre de l’Académie royale de langue et de littérature françaises de Belgique du 10 février 1962 au 28 septembre 1996, Albert Ayguesparse reçoit de nombreux prix et récompenses, dont, en 1996, le prix quinquennal de littérature de la Communauté française de Belgique pour l’ensemble de sa carrière.
Il a vécu toute sa vie au 118 de la rue Marconi à Forest. Une plaque commémorative rappelle sa présence en ce lieu. Son épouse Rachel est morte en 1999.
Un timbre créé par Calisto Peretti a été édité à son effigie par la Poste belge en 2001.

## Œuvres
- Neuf offrandes claires, poèmes, Magniette, Bruxelles, 1923.
- Machinisme et culture, essai, Valois, Paris, 1931.
- Derniers feux à terre, poèmes, chez l’auteur, Bruxelles, 1931.
- Aube sans soutiers, poèmes, l’Eglantine, Paris-Bruxelles, 1932.
- Magie du capitalisme, essai, Labor, Bruxelles, 1934.
- Prometteurs de beaux jours, poèmes, Labor, Bruxelles, 1935.
- Poème pour trois voix, poèmes, Labor Bruxelles, 1935.
- La Mer à boire, poèmes, Soutes, Paris, 1937.
- La Main morte, roman, Éd. Lovanis, Louvain, 1938.
- D’un jour à l'autre, roman, La Renaissance du Livre, Bruxelles, 1940.
- L’Heure de la vérité, roman, Julliard, Paris, 1947 (à propos d'une famille de Cahors).
- Notre ombre nous précède, roman, La Renaissance du Livre, Bruxelles, 1953.
- Une génération pour rien, roman, La Renaissance du Livre, Bruxelles, 1954.
- Langage, Encre couleur de sang (1957)
- Le Vin noir de Cahors, poèmes, Pierre Seghers, Paris, 1957.
- Le Mauvais âge, roman, La Renaissance du Livre, Bruxelles, 1959.
- Poèmes 1923-1960, poèmes, préface d’Alain Bosquet, Ed. Universitaires, Paris, 1961.
- Selon toute vraisemblance, nouvelles, La Renaissance du Livre, Bruxelles, 1962.
- Simon-la-bonté, roman, Calmann-Lévy, Paris, 1965.
- L’Albatros a trois heures de retard, roman, Éd. Le Rail, Paris, 1967. Prix du Rail 1967. Prix Chatrian 1968.
- Écrire la pierre, poèmes, La Renaissance du Livre, Bruxelles, 1970.
- Le Partage des jours, nouvelles, Éd. Saint-Germain-des-Prés, Paris, 1971.
- Les Armes de la guérison, poèmes, André De Rache, Bruxelles, 1973.
- Pour saluer le jour qui naît, poèmes, La Renaissance du Livre, Bruxelles, 1975.
- Obsolètes métaphores, poèmes, Marginales, Bruxelles, 1978.
- Les Mal-Pensants, roman, La Renaissance du Livre, Bruxelles, 1979.
- Arpenteur de l’ombre, poèmes, La Renaissance du Livre, Bruxelles, 1980.
- Sur les brisants du siècle, poèmes, Cyclope-Dem, Bruxelles, 1980.
- Lecture des abîmes, poèmes, Le Cormier, Bruxelles, 1987.
- Les Déchirures de la mémoire, poèmes, Le Cormier, Bruxelles, 1989.

Publication posthume
- Selon toute vraisemblance, nouvelles, préface de Jean-Luc Wauthier, Éd. de l’Académie royale de langue et de littérature françaises de Belgique-Éd. Racines, coll. « Nouvelles complètes », Bruxelles, 2004.

### Prix et récompenses
- 1952 : Prix Rossel et Prix triennal du roman de la Communauté française de Belgique pour Notre ombre nous précède, roman
- 1953 : Prix triennal de littérature du gouvernement pour Une génération pour rien, roman
- 1958 : Prix Camille Engelmann pour Le Vin noir de Cahors, poèmes
- 1967 :  Prix du Rail pour L’Albatros a trois heures de retard, roman
- 1968 : Prix Chatrian pour L’Albatros a trois heures de retard, roman
- 1987 : Prix Louis-Guillaume du poème en prose pour Lecture des abîmes, poèmes
- 1996 : Prix quinquennal de littérature de la Communauté française de Belgique pour sa carrière.